# Aldeavieja de Tormes
Aldeavieja de Tormes is een gemeente in de Spaanse provincie Salamanca in de regio Castilië en León met een oppervlakte van 12,85 km². Aldeavieja de Tormes telt 104 inwoners (1 januari 2016).

## Demografische ontwikkeling
Bron: INE, 1857-2011: volkstellingen
Opm.: Tussen 1974 en 1982 maakte Aldeavieja de Tormes deel uit van de gemeente Guijuelo